# Dollaro di Barbados
Il Dollaro barbadiano – simbolo "$" o "Bds$" – è la valuta di Barbados. Il suo codice ISO 4217 è BBD.
Il dollaro è diviso in 100 cent (¢) e ha un cambio fisso con il dollaro statunitense di US$1=Bds$1,98 (fissato il 5 luglio 1975).
Il dollaro di Barbados fu creato dopo l'insediamento della Banca centrale di Barbados che fu fondata da un Atto legislativo del Parlamento nel 1972.

## Monete
Le monete attualmente in circolazione hanno i seguenti valori:
- 1 cent
- 5 cent
- 10 cent
- 25 cent
- 1 dollaro

Molte monete in circolazione di Barbados sono coniate dalla Zecca Reale Canadese (Royal Canadian Mint).

## Banconote
Le banconote attualmente in circolazione hanno i seguenti valori:
- 1 dollaro (rossa)
- 2 dollari (blu)
- 5 dollari (verde)
- 10 dollari
- 20 dollari (viola)
- 50 dollari
- 100 dollari